# Carlos Téllez
Carlos Téllez foi um escritor, roteirista, diretor e produtor de televisão mexicano.
Faleceu em novembro de 1994, em decorrência da AIDS.

## Filmografia

### Diretor
- En carne propia (1990/91)
- El extraño retorno de Diana Salazar (1988)
- Cuna de lobos (1986/87)
- La pasión de Isabela (1984)
- Gabriel y Gabriela (1982/83)
- Vamos juntos (1979/80)

### Produtor
- Tenías que ser tú (1992/93)
- En carne propia (1990/91)
- El extraño retorno de Diana Salazar (1988)
- Cuna de lobos (1986/87)
- Muchachita (1986)
- Juana Iris (1985)

## Prêmios e indicações
| Ano  | Premiação  | Categoria         | Telenovela                          | Resultado |
| ---- | ---------- | ----------------- | ----------------------------------- | --------- |
| 1989 | TVyNovelas | Melhor telenovela | El extraño retorno de Diana Salazar | Indicado  |
| 1987 | TVyNovelas | Melhor telenovela | Cuna de lobos                       | Venceu    |
| 1986 | TVyNovelas | Melhor telenovela | Juana Iris                          | Indicado  |
| 1985 | TVyNovelas | Melhor telenovela | La pasión de Isabela                | Indicado  |